# YPbPr

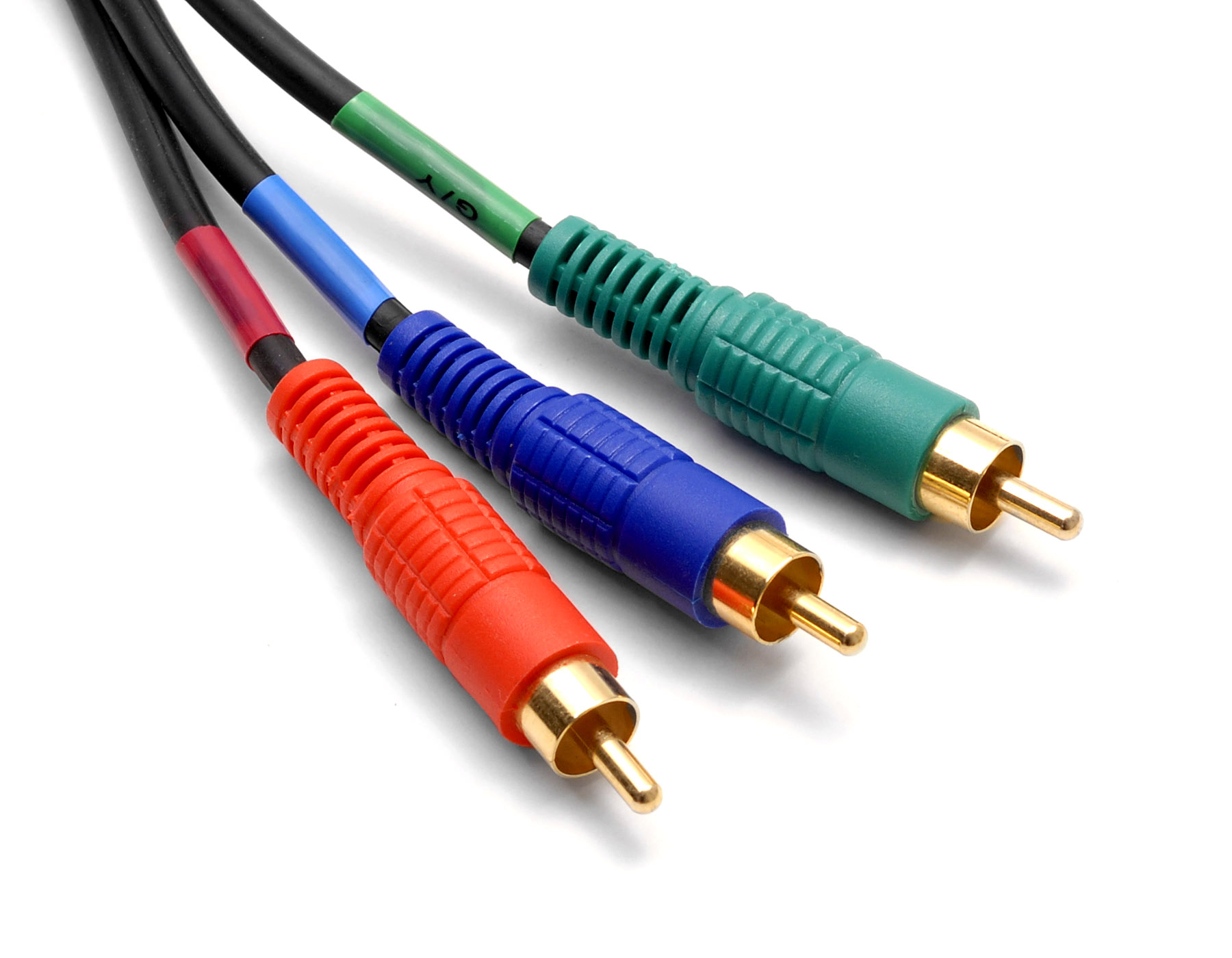
YPbPr se převádí z video signálu RGB, který je rozdělen do tří složek: Y, P_{B} a P_{R}

YPbPr nebo Y'PbPr, také psaný jako YPBPR, je barevný prostor používaný ve videoelektronice, zejména ve vztahu ke komponentním video kabelům. YPbPr je analogová verze barevného prostoru YCbCr; oba jsou numericky ekvivalentní, ale YPbPr je navržen pro použití v analogových systémech, zatímco YCbCr je určen pro digitální video.
Výrobci YPbPr běžně označují jako komponentní video; existuje však mnoho typů komponentního videa, většina z nich je nějaká forma RGB. Některé grafické karty jsou dodávány s 9-pinovými konektory mini-DIN - porty VIVO (video-in video-out) pro připojení ke komponentním video zařízením.

## Technické detaily
YPbPr se převádí z video signálu RGB, který je rozdělen do tří složek: Y, PB a PR.
Y nese informace o jasu a synchronizaci. Y = 0,2126 R + 0,7152 G + 0,0722 B. Y s barvou představuje intenzitu, ale je složeno z komponentních barev.
PB nese rozdíl mezi modrou a jasem (B - Y).
PR nese rozdíl mezi červenou a jasem (R - Y).
Zelený signál jako 4. složka je nadbytečný, protože jej lze odvodit pomocí modré, červené a jasové informace.